# فرايدال

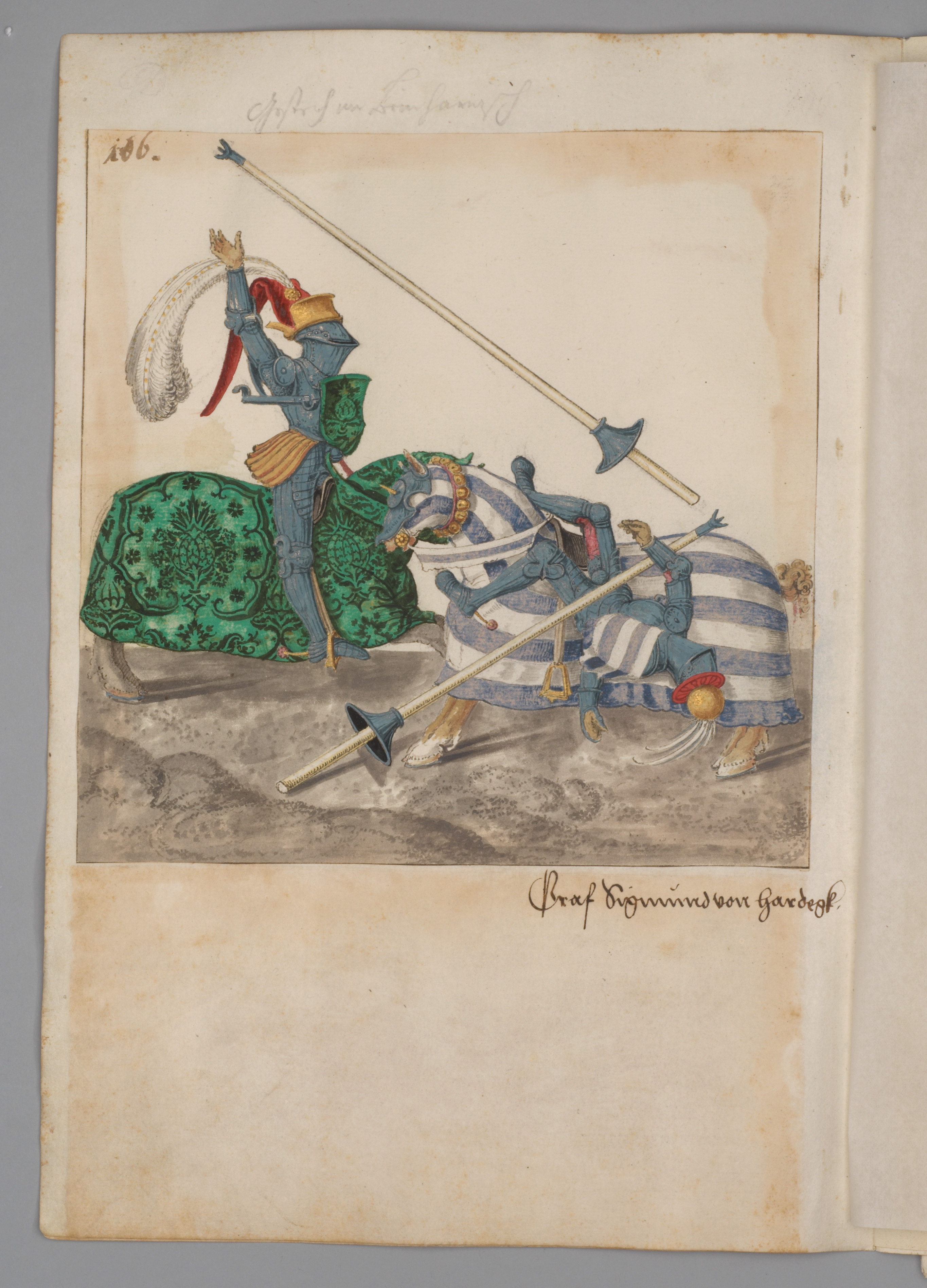
فرايدال

فرايدال هو سرد نثري مصور غير مكتمل بطلب من الإمبراطور الروماني المقدس ماكسيميليان الأول في أوائل القرن السادس عشر. كان المقصود أن يكون رواية رمزية رومانسية لمشاركة ماكسيميليان نفسه في سلسلة من بطولات المبارزات تحت ستار بطل الحكاية المسمى، فريدال.
في القصة، يشارك فريدال في البطولات لإثبات أنه يستحق الزواج من أميرة، وهي تمثيل خيالي لزوجة ماكسيميليان الراحلة، ماري  بورغوندي.
لم يكتمل النص أبدًا، على الرغم من أن المكتبة الوطنية النمساوية تحتفظ بمسودة مخطوطة. أُنشئت 256 لوحة مصغرة لمرافقة النص من قبل رسامي البلاط، وتعد 255 لوحة محفوظة في مخطوطة مزخرفة (كتاب البطولة) في متحف كونستيستوريشس في فيينا.
تسجل هذه النماذج المصغرة بوضوح الأنواع المختلفة من المبارزات التي كانت شائعة في ذلك الوقت وكذلك حفلات التنكر في البلاط أو (المومياوات)، التي تحدث في نهاية اليوم التالي لكل بطولة.

## المعلومات الأساسية
ماكسيميليان الأول ووالده فريدريك الثالث  هو جزء مما أصبح سلالة طويلة من الأباطرة الرومان المقدسين من آل هابسبورغ. انتخب ماكسيميليان ملكًا للرومان في عام 1486،  بعد وفاة والده في عام 1493، وتولى عرش الإمبراطورية الرومانية المقدسة.
خلال فترة حكمه، طلب ماكسيميليان عددًا من العلماء والفنانين الباحثين الإنسانيين لمساعدته في إنجاز سلسلة من المشاريع، بأشكال فنية مختلفة، تهدف إلى تخليد حياته وأعماله وحياة أسلافه في هابسبورغ.
وأشار إلى هذه المشاريع باسم (النصب التذكاري)، وتضمنت سلسلة من أعمال السيرة الذاتية المبسطة:  رواية فرايدال، والرومانسية النثرية يسكونيج وقصيدة ثيوردانك.
ترتبط رواية فرايدال وقصيدة ثيوردانك ارتباطًا وثيقًا ويعطيان معًا سردًا مجازيًا للأحداث التي أدت إلى زواج ماكسيميليان من ماري بورغوندي في عام 1477.  
توفيت ماري بعد خمس سنوات، في عام 1482.  في فريدال، يعد هذا الجزء تكريمًا لماري، يلاحق البطل الذي يحمل الاسم نفسه سيدته الجميلة من خلال المبارزة في البطولات.
تعد قصيدة ثيوردانك تكملة يتغلب فيها البطل على المخاطر في رحلته إلى حفل زفافه. تتمتع رواية فريدال بنبرة كوميدية تتناقض مع قصيدة ثيوردانك، التي تتميز بدرجة أكبر من طابع المأساة.
يعكس موضوع فريدال حماس ماكسيميليان الدائم للمبارزة. حضر أول بطولة له في سن الرابعة عشرة وكان مفتونًا بتقاليدها ومشاهدها. أقام العديد من البطولات، حيث أقيمت البطولات الكبرى للاحتفال بزواجه من ماري في بورغندي عام 1477،  وتتويجه كملك للرومان عام 1486 وبمناسبة المؤتمر الأول لفيينا عام 1515.
كان ماكسيميليان نفسه مشاركًا في البطولات من عام 1485 حتى عام 1511، عندما كان في الخمسينيات من عمره. ساهمت مشاركاته للمبارزة في الحصول على لقب (الفارس الأخير).

## المنشأ والتاريخ
أخذ ماكسيميليان دورًا رائدًا في تشكيل فريدال وهو اسم مشتق من Freyd-alb، بمعنى (الشاب الأبيض البهيج).
ويبدو أنه بدأ التخطيط للعمل في 1502 عندما أوعز إلى المحكمة تايلور، مارتن، أنه قد رسم في كتاب كل تلك الأزياء، كما رأينا حتى الآن في المومياوات التي نظمتها جلالته.
كانت «الموميراي» حفلة تنكرية في أواخر العصور الوسطى أو رقصة بالزي.
وكان التطور الآخر هو التكليف برسم تخطيطات للعمل بأكمله، جرى إنشاؤها على مدى السنوات العشر التالية. ورُسمت بقلم جاف على ورق مضلع، باستخدام الحبر البني والأسود مع ألوان مائية فوق الطباشير الأسود ومنقط بالرصاص. توجد مجموعة من 203 منها في المعرض الوطني للفنون في واشنطن العاصمة.
يوجد عدد صغير من الرسومات الإضافية في المتحف البريطاني ومكتبة الفاتيكان.  لقد نجت تعليمات ماكسيميليان بشأن الموضوعات المراد توضيحها وكذلك التصحيحات، في يده، لبعض الأدلة.
في عام 1511، أملى ماكسيميليان بعض النص على سكرتيره ماكس تريتروين، (أو ماركس تريتزاوروين) وفي العام التالي كتب «فرايدال نصف النص، الجزء الأكبر منها صنعناه في كولونيا».
 لم يكتمل العمل أبدًا، ومع ذلك، النص موجود فقط في شكل مسودة. إن نص المخطوطة الذي أملاه على تريتزاوروين، وجرى تصحيحه بيد ماكسيميليان، تحتفظ به المكتبة الوطنية النمساوية في فيينا.